# Mariotto Albertinelli

Mariotto Albertinelli: Die Verkündigung, München, Alte Pinakothek

Mariotto Albertinelli, eigentlich Mariotto di Biagio di Bindo Albertinelli, Namensvariante Biagio di Bindo Albertinell (* 13. Oktober 1474 in Florenz; † 5. November 1515 ebenda) war ein italienischer Maler.

## Leben
Mariotto Albertinelli war ein Sohn des Goldschlägers Biagio di Bindo Albertinelli. Seine Malerausbildung erhielt er in der Werkstatt des Cosimo Rosselli. Dabei muss er sich als recht talentiert erwiesen haben, denn Vasari berichtet, dass Albertinelli in den Gärten der Medici Antiken zeichnete und darüber hinaus persönlich für Alfonsina Orsini, die Ehefrau des Piero di Lorenzo de’ Medici, arbeitete. Während seiner Lehrzeit lernte er Baccio della Porta kennen, der sich später Fra Bartolommeo nennen sollte. Die beiden jungen Maler freundeten sich an und harmonierten aus künstlerischer Sicht so hervorragend miteinander, dass sie nach der Beendigung der Lehre zusammenblieben und gegen 1494 eine gemeinsame Werkstatt im Haus von Baccios Vater gründeten. In den Folgejahren war ihre Arbeit so eng miteinander verknüpft, dass viele der bis 1500 entstandenen Werke heute nicht eindeutig zugewiesen werden können und in ihrer Zuschreibung abwechselnd Albertinelli oder Baccio zugewiesen werden. Werke wie das 1500 von Baccio begonnene und 1501 von Albertinelli vollendete Fresko Das Jüngste Gericht für Santa Maria Nuova in Florenz zeigen, dass sich die Anteile der beiden Maler an dem Bild kaum voneinander unterscheiden lassen, was von der Forschung als Beleg dafür angesehen wird, dass sich Albertinelli dem Stil seines Freundes vollkommen anzupassen verstand. Daraus und aus dem Umstand, dass Baccio als der talentiertere Maler angesehen wird, zieht die Kunstgeschichte heute den Schluss, dass dieser auch als Kopf der Partnerschaft anzusehen ist, der sowohl für die Bildkompositionen als auch für den Stil verantwortlich war. Ein Beleg für die künstlerische Dominanz Baccios sind einige Werke Albertinellis, in denen er bewusst versuchte, sich vom Stil seines Partners abzusetzen. Diese selbstständigen Werke zeigen neben deutlichen Einflüssen der Maler Filippino Lippi, Piero di Cosimo und Pietro Perugino auch Anklänge an die altniederländische Malerei, vor allem an Künstler wie Hugo van der Goes und Hans Memling, sowie an die altertümliche Formsprache des italienischen Trecento.

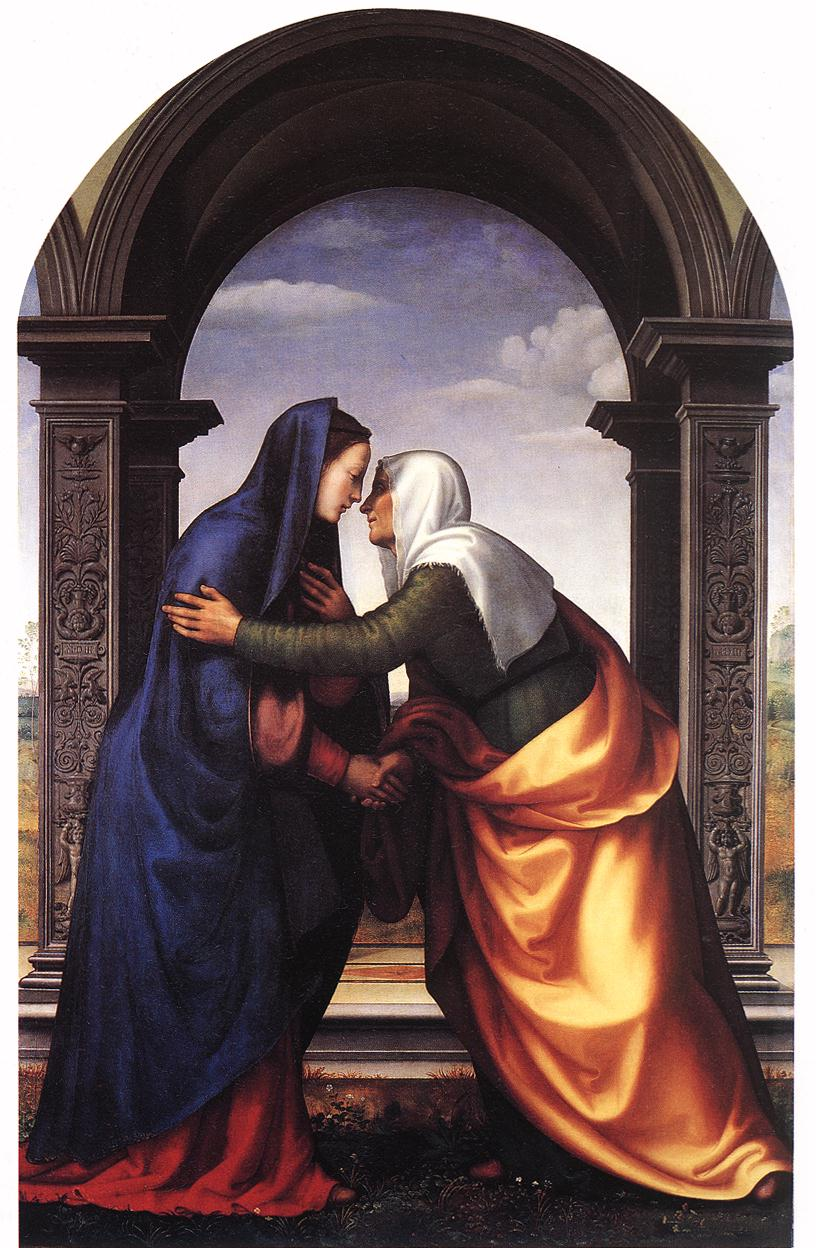
Mariotto Albertinelli: Die Heimsuchung, Florenz, Galleria degli Uffizi

Im Jahr 1500 zerbrach die Partnerschaft der beiden Maler, da sich Baccio, der ein Anhänger des Bußpredigers Savonarola war, dazu entschloss, dem Dominikanerorden beizutreten und damit der Malerei zu entsagen. Dort nahm er den Namen Fra Bartolomeo an. Das unfertige Jüngste Gericht wurde von Albertinelli weitergeführt und im März des Folgejahres vollendet.
Albertinelli führte die Werkstatt allein fort und malte gegen 1503 mit der heute in den Uffizien in Florenz aufbewahrten Heimsuchung sein bekanntestes eigenständiges Werk.
Im Jahr 1505 heiratete Albertinelli die Weinhändlertochter Antonia Ugolini. 1506 wurde er von seinem Vater offiziell für volljährig erklärt und zum Vormund von Fra Bartolomeos Bruder Piero della Porta bestellt, den er zum Maler ausbilden sollte. 1509 schloss er sich, unter der Schirmherrschaft des Klosters San Marco in Florenz, als gleichberechtigter Partner erneut mit Fra Bartolommeo zusammen, der mittlerweile das Malen wieder aufgenommen hatte; beide gründeten eine neue Werkstatt. Als Atelierzeichen wählten sie dabei ein Kreuz mit zwei verschlungenen Ringen. Noch im gleichen Jahr führte eine gemeinsame Reise die beiden Männer nach Lucca, wo sie ein für die Kathedrale San Martino gemaltes Altarbild aufstellten. Es entwickelte sich erneut eine fruchtbare Zusammenarbeit, in der Fra Bartolommeo wieder als der kreative Kopf der Partnerschaft angesehen werden kann.
Wegen übler Nachreden gab Albertinelli 1512 die Malerei kurzfristig auf und eröffnete, mithilfe seines Schwiegervaters, eine kleine Schenke in Florenz. Daraufhin wurde die gemeinsame Partnerschaft mit Fra Bartolommeo am 5. Januar 1513 für offiziell beendet erklärt.
Bald darauf gab Albertinelli den Beruf des Schankwirts wieder auf und begab sich nach Rom und Viterbo, wo er wieder mit dem Malen begann. Dort erkrankte er, laut Vasari, schwer und wurde in einem Korb nach Florenz zurückgetragen, wo er kurz nach seiner Ankunft am 5. November 1515 verstarb. Sein letztes, in Viterbo begonnenes Bild, eine Marienkrönung, ließ er unfertig zurück. Es wurde erst 1542 von Fra Paolino da Pistoia vollendet.
Albertinelli hat ein reichhaltiges Werk hinterlassen. Neben repräsentativen Altarbildern malte er vor allem kleine Andachtsbilder für verschiedene private Auftraggeber. Darüber hinaus haben sich zahlreiche Albertinelli zugeschriebene Zeichnungen erhalten.

## Albertinellis Stellung in der Kunstgeschichte
Albertinelli gilt in der heutigen Forschung als durchaus begabter Maler, der sich allerdings, unter dem übermächtigen Einfluss Fra Bartolomeos, kaum als selbstständiger Meister etablieren konnte. Er wirkte zu einer Zeit, in der sich die Kunst der Hochrenaissance in Florenz etablierte. Dabei ordnete er sich der neuen Kunstsicht einesteils unter und setzte durchaus bleibende Akzente in der Darstellung monumentaler Architektur und himmlischer Erscheinungen. Gleichzeitig hatte er eine Vorliebe für traditionelle Darstellungsformen, die der Perfektion der Hochrenaissance entgegenstanden und so in der Ausführung nicht immer optimal damit harmonieren.
Albertinelli bildete mehrere Maler aus, zu denen unter anderen auch Jacopo da Pontormo gehörte.

## Werke
- Athen, Nationalgalerie

Eine Episode aus der Genesis(?). um 1513
- Bergamo, Accademia Carrara

Kain und Abel. um 1513
- Berlin, Gemäldegalerie

Maria mit dem Kinde. um 1495 (zugeschrieben)
- ehemals Berlin, Kaiser-Friedrich-Museum

Die Himmelfahrt Mariae. (zugeschrieben mit Fra Bartolomeo)
- Besançon, Kathedrale St. Jean

Maria mit dem Kinde in der Glorie mit Heiligen und Stiftern (Ferry Carondelet Altar). 1512 (mit Fra Bartolomeo)
- Cambridge, Fitzwilliam Museum.

Maria mit dem Kinde. 1509
- Cambridge, Harvard University Art Museums, Fogg Art Museum

Die Verkündigung. 1508
Das Opfer von Kain und Abel. um 1510
- Chartres, Musée des Beaux-Arts

Marientriptychon. um 1500
- Columbia, Museum of Art

Maria mit dem Kinde, Heiligen und Engeln. um 1510 (zugeschrieben)
- Detroit, Institute of Art

Die Anbetung des Kindes. um 1506
- Florenz, Certosa di Val d’Ema

Die Kreuzigung Christi. 1505 (Fresko)
- Florenz, Galleria della Accademia

Die Verkündigung. 1510
Maria mit dem Kinde und den Heiligen Julianus, Dominikus, Nikolaus und Hieronymus. um 1510
Die Heilige Dreifaltigkeit. um 1510
- Florenz, Galleria degli Uffizi

Die Heimsuchung. 1503
Predella – Szenen aus der Jugend Christi: Die Verkündigung; Die Anbetung des Kindes; Die Darbringung Christi im Tempel. 1503
- Florenz, Museo S. Marco (ehemals Ospedale di S. Maria Nuova)

Das Jüngste Gericht. um 1500/01 (Fresko – mit Fra Bartolomeo)
- Florenz, Palazzo Pitti

Die Anbetung des Kindes durch Maria und einen Engel. um 1502
Die Beweinung Christi (Pietà). um 1511 (mit Fra Bartolomeo)
- Genf, Musée d’art et d’histoire

Die Verkündigung. um 1511 (mit Fra Bartolomeo)
- Genua, Collezione Basevi-Gambarana

Maria mit dem Kinde. 1509
- Yorkshire, Harewood House

Maria mit dem Kinde. 1509
- Lewisburg, Bucknell University Art Gallery

Maria mit dem Kinde. um 1510
- London, Courtauld Institute Galleries

Die Geburt Christi. um 1504 – 1515 (zugeschrieben)
Die Erschaffung der Welt, des Menschen und der Sündenfall. um 1513 – 1515
- Longniddry, Earl of Wemyss

Maria mit dem Kinde. um 1512
- Los Angeles, Country Museum of Art

Die Heilige Familie. 1498 (mit Fra Bartolomeo)
- Lucca, Museo di Villa Guinigi

Die Heiligen Maria Magdalena und Katharina von Siena vor Gottvater. 1509 (mit Fra Bartolomeo)
- Mailand, Museo Poldi Pezzoli

Maria mit dem Kinde und den Heiligen Katharina und Barbara. 1509
- München, Alte Pinakothek

Die Verkündigung. um 1506
- New Haven, Yale University Art Gallery

Der Sündenfall. um 1509 – 1513
Das Opfer Abrahams. um 1508 – 1513
- New York, Metropolitan Museum of Art

Maria mit dem Kinde, dem Johannesknaben und einem Engel.
- Paris, Musée National du Louvre

Maria mit dem Kinde und den Heiligen Hieronymus und Zenobius. 1506 (mit Franciabigio)
- Pisa, Chiesa di Santa Caterina d’Alessandria

Maria mit dem Kinde und den Heiligen Petrus und Paulus. 1511 (mit Fra Bartolomeo)
- Rom, Galleria Borghese

Die Heilige Familie mit dem Johannesknaben. 1512 (mit Fra Bartolomeo)
Der Erlöser, um 1513/14
- St. Petersburg, Eremitage

Maria und Joseph beten das Christuskind an.
- Stuttgart, Staatsgalerie

Drei Fragmente: Zwei blumenhaltende Engel; Christus und Maria; Zwei Engel. 1512 (mit Fra Bartolome – oberer  Bildabschlusses des Ferry Carondelet Altar in Besançon)
- Venedig, Seminario Patriarcale, Pinacoteca Manfrediniana

Maria mit dem Kinde. um 1512
- Viterbo, SS. Andrea e Giovanni Battista

Maria mit dem Kinde, zwischen Heiligen. um 1514 (zugeschrieben)
- Volognano, Chiesa di S. Michele

Maria mit dem Kinde, Heiligen und Stiftern. 1514
- Volterra, Duomo

Die Verkündigung. 1497 (mit Fra Bartolomeo)
- West Palm Beach, Norton Museum of Art

Maria mit dem Kinde, dem Johannesknaben und zwei Engeln. um 1509
- Zagreb, Galerie Stossmayer

Die Vertreibung aus dem Paradies.
- Verbleib unbekannt

Maria und Joseph beten das Christuskind an. (am 15. Januar 1993 bei Sotheby’s in New York versteigert)
Maria mit dem Kinde (Madonna della Melagrana). (am 8. Dezember 1993 bei Sotheby’s in London versteigert)
Maria mit dem Kinde in einer Landschaft. (am 29. Januar 1999 bei Christie’s in New York versteigert)